# Exetastes hungaricus
Exetastes hungaricus là một loài tò vò trong họ Ichneumonidae.